# Орчерд-Грасс-Гіллс (Кентуккі)
Орчерд-Грасс-Гіллс (англ. Orchard Grass Hills) — місто (англ. city) в США, в окрузі Олдем штату Кентуккі. Населення — 1536 осіб (2020).

## Географія
Орчерд-Грасс-Гіллс розташований за координатами 38°19′24″ пн. ш. 85°31′26″ зх. д. / 38.32333° пн. ш. 85.52389° зх. д. (38.323411, -85.523913).  За даними Бюро перепису населення США в 2010 році місто мало площу 1,01 км², з яких 1,01 км² — суходіл та 0,00 км² — водойми.

## Демографія
Згідно з переписом 2010 року, у місті мешкало 1595 осіб у 508 домогосподарствах у складі 431 родини. Густота населення становила 1585 осіб/км².  Було 526 помешкань (523/км²).
Расовий склад населення:
| - 88,7 % — білих - 6,0 % — чорних або афроамериканців - 1,2 % — азіатів - 0,8 % — корінних американців |

До двох чи більше рас належало 2,5 %. Частка іспаномовних становила 2,6 % від усіх жителів.
За віковим діапазоном населення розподілялося таким чином: 35,7 % — особи молодші 18 років, 59,3 % — особи у віці 18—64 років, 5,0 % — особи у віці 65 років та старші. Медіана віку мешканця становила 33,0 року. На 100 осіб жіночої статі у місті припадало 99,1 чоловіків;  на 100 жінок у віці від 18 років та старших — 93,0 чоловіків також старших 18 років.
Середній дохід на одне домашнє господарство  становив 80 554 долари США (медіана — 70 729), а середній дохід на одну сім'ю — 80 352 долари (медіана — 67 065). Медіана доходів становила 65 678 доларів для чоловіків та 40 758 доларів для жінок. За межею бідності перебувало 2,7 % осіб, у тому числі 1,1 % дітей у віці до 18 років та 8,0 % осіб у віці 65 років та старших.
Цивільне працевлаштоване населення становило 926 осіб. Основні галузі зайнятості: виробництво — 19,5 %, освіта, охорона здоров'я та соціальна допомога — 17,9 %, роздрібна торгівля — 12,4 %, мистецтво, розваги та відпочинок — 9,3 %.